# Theridion apiculatum
Theridion apiculatum là một loài nhện trong họ Theridiidae.
Loài này thuộc chi Theridion. Theridion apiculatum được Carl Friedrich Roewer miêu tả năm 1942.